# 스카모카와

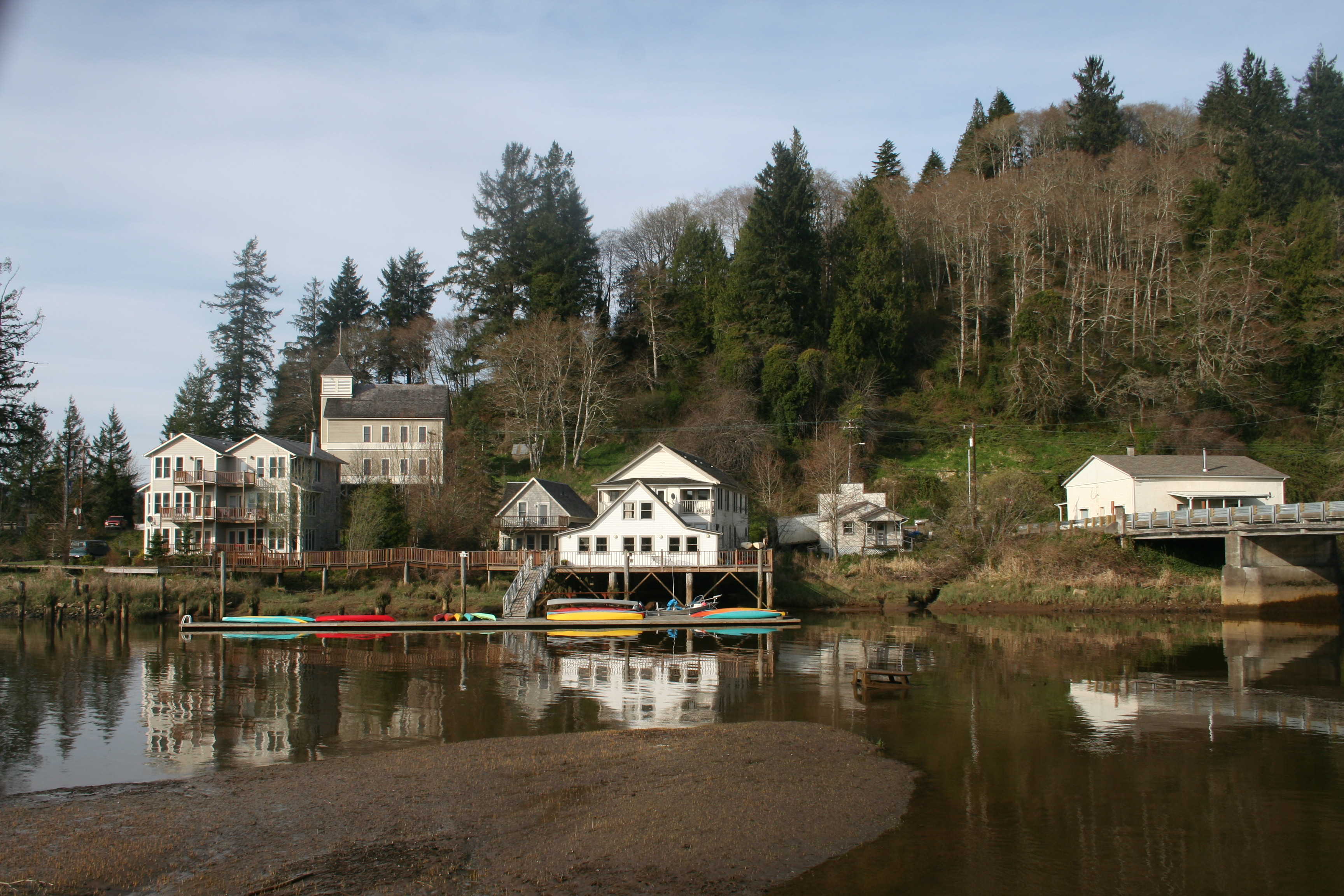

스카모카와(Skamokawa)는 미국 워싱턴주 워키아컴 군(Wahkiakum County)에 있는 마을이다. 이 마을은 스테이트 4 도로가 통과하며, 컬럼비아 강 둑에 자리한다. 역사박물관, 우체국, 레스토랑, 일반 가게가 있다. 카약과 낚시의 지역 센타이다.